# Марбах (Санкт-Галлен)
Марбах (нім. Marbach SG) — громада  в Швейцарії в кантоні Санкт-Галлен, виборчий округ Райнталь.

## Географія
Громада розташована на відстані близько 170 км на схід від Берна, 15 км на схід від Санкт-Галлена.
Марбах має площу 4,4 км², з яких на 20,4% дозволяється будівництво (житлове та будівництво доріг), 72,3% використовуються в сільськогосподарських цілях, 5,2% зайнято лісами, 2% не є продуктивними (річки, льодовики або гори).

## Демографія
2019 року в громаді мешкало 2110 осіб (+4,8% порівняно з 2010 роком), іноземців було 18,6%. Густота населення становила 482 осіб/км².
За віковим діапазоном населення розподілялося таким чином: 21,1% — особи молодші 20 років, 62,6% — особи у віці 20—64 років, 16,3% — особи у віці 65 років та старші. Було 873 помешкань (у середньому 2,4 особи в помешканні).
Із загальної кількості 678 працюючих 88 було зайнятих в первинному секторі, 186 — в обробній промисловості, 404 — в галузі послуг.